# Рудольф Зандіг
Рудольф Зандіґ (нім. Rudolf Sandig; 11 вересня 1911, Еппендорф — 11 серпня 1994, Вайге) — офіцер військ СС, оберштурмбаннфюрер СС. Кавалер Лицарського хреста Залізного хреста.

## Нагороди
- Кільце «Мертва голова»
- Почесна шпага рейхсфюрера СС
- Медаль «У пам'ять 13 березня 1938 року»
- Медаль «У пам'ять 1 жовтня 1938» із застібкою «Празький град»
- Залізний хрест
  - 2-го класу (1 жовтня 1939)
  - 1-го класу (3 жовтня 1940)
- Німецький хрест в золоті (25 січня 1942)
- Медаль «За зимову кампанію на Сході 1941/42»
- Лицарський хрест Залізного хреста  (5 квітня 1943) — як штурмбаннфюрер СС і командир 2-го батальйону 2-го моторизованого полку СС моторизованої дивізії СС «Лейбштандарт СС Адольф Гітлер».